# Velká Jezerná
Velká Jezerná (historyczna nazwa niem. Grosse See) – szczyt (góra) o wysokości 1249 m n.p.m. (podawana jest też wysokość 1248 m n.p.m.  lub 1248,4 m n.p.m.  ) w paśmie górskim Wysokiego Jesionika (cz. Hrubý Jeseník), w północno-wschodnich Czechach, w Sudetach Wschodnich, na Morawach, w obrębie gminy Vernířovice, oddalony o około 3,8 km na południowy zachód od szczytu góry Pradziad (cz. Praděd). Rozległość góry (powierzchnia stoków) szacowana jest na około 3,4 km², a średnie nachylenie wszystkich stoków wynosi około 12°.

## Charakterystyka

### Lokalizacja

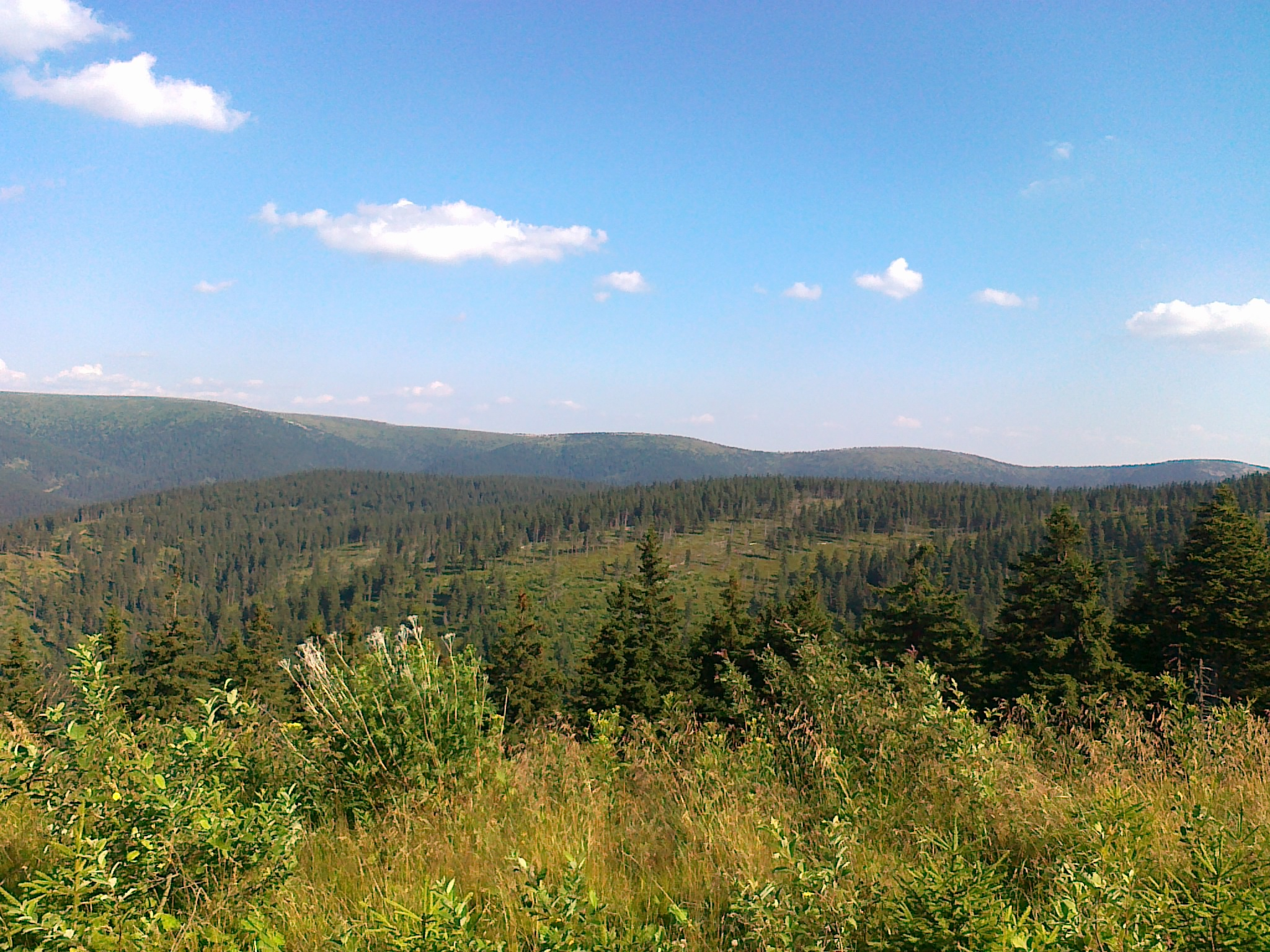
Widok z góry Dlouhé stráně na główny grzbiet góry Pradziad z widocznymi od lewej szczytami: Kamzičník, Velký Máj, Jelení hřbet i Břidličná hora, poniżej Kamzičníka szczyt Velká Jezerná, a poniżej przełęczy Sedlo nad Malým kotlem szczyt Malá Jezerná (2012 rok)

Góra Velká Jezerná położona jest niemalże w centrum całego pasma Wysokiego Jesionika. Jest górą bardzo rozległą ze zrównanym grzbietem o długości około 3,5 km, ciągnącym się na kierunku południowy wschód – północny zachód, leżącą w części Wysokiego Jesionika, w centrum (mikroregionu) o nazwie Masyw Pradziada (cz. Pradědská hornatina) oraz usytuowana na jego łukowatym, grzbiecie bocznym, ciągnącym się od góry Hubertka do przełęczy Vlčí sedlo. Jest górą rozpoznawalną i widoczną m.in. z drogi okalającej połać szczytową góry Pradziad (widoczna poniżej linii patrzenia pomiędzy szczytami Homole i Vřesník) czy też z innego charakterystycznego punktu widokowego – z drogi okalającej szczyt góry Dlouhé stráně (widoczna poniżej linii patrzenia na szczyt Kamzičník). Łatwo ją również dostrzec i zlokalizować z niektórych szczytów grzbietu głównego góry Pradziad, jak np. Kamzičník czy Pecný. Bardzo dobrze widoczna np. z czerwonego szlaku rowerowego , w okolicy dolnego zbiornika wodnego elektrowni szczytowo-pompowej Dlouhé Stráně. 
Górę ograniczają: od północy dolny zbiornik wodny elektrowni szczytowo-pompowej Dlouhé Stráně, od wschodu dolina rzeki Divoká Desná, od południowego wschodu dolina potoku o nazwie Zámecký potok, od południa przełęcz o wysokości 1184 m n.p.m. w kierunku szczytu Hubertka, od południowego zachodu dolina potoku Merta, od zachodu przełęcz o wysokości 1224 m n.p.m. w kierunku szczytu Malá Jezerná oraz od północnego zachodu dolina potoku Jezerná. W otoczeniu góry znajdują się następujące szczyty: od zachodu Malá Jezerná, od północnego zachodu Tupý vrch, od północnego wschodu Medvědí hřbet i Divoký kámen, od południowego wschodu: Nad soutokem, Zámčisko–SZ, Zámčisko–S i Hubertka oraz od południowego zachodu Homole–SV.

### Stoki
W obrębie góry można wyróżnić cztery następujące zasadnicze stoki :
- północno-wschodni o nazwie Turecké svahy
- południowy o nazwie U brodu
- południowo-zachodni
- północno-zachodni

Występują tu wszystkie typy zalesienia: bór świerkowy, las mieszany oraz las liściasty, przy czym dominuje zalesienie borem świerkowym. Na stokach północno-wschodnim i północno-zachodnim poza borem świerkowym występują obszary lasu mieszanego, a na stoku północno-wschodnim nawet połacie lasu liściastego. Stoki charakteryzują się znaczną zmiennością wysokości zalesienia. Na niemalże wszystkich stokach występują przerzedzenia, polany oraz szczególnie na stokach południowym i południowo-zachodnim znaczne ogołocenia. Na grzbiecie północnym góry znajdują się nieliczne skaliska oraz na stoku północno-zachodnim grupy skalne. 
Stoki mają stosunkowo niejednolite i zróżnicowane nachylenia. Średnie nachylenie stoków waha się bowiem od 5° (stok południowo-zachodni) do 26° (stok północno-wschodni). Średnie nachylenie wszystkich stoków góry (średnia ważona nachyleń stoków) wynosi około 12°. Maksymalne średnie nachylenie stoku północno-wschodniego pod szczytem mniej więcej w środku stoku, na odcinku 50 m nie przekracza 50°. Stoki pokryte są nielicznymi drogami oraz siecią na ogół nieoznakowanych ścieżek. Przemierzając je zaleca się korzystanie ze szczegółowych map, z uwagi na zawiłości ich przebiegu, zalesienie oraz zorientowanie w terenie.
Warto dodać, że pod powierzchnią stoku północno-wschodniego góry Velká Jezerná, znajdują się dwie kawerny położone w skale, mające kształt prostopadłościanów, pierwsza o wymiarach poziomych (87,15 × 25,5) m i wysokości 50 m z umieszczonymi w niej dwoma (największymi w Europie) 24 m odwróconymi hydrozespołami typu Francisa FR100 oraz druga o wymiarach poziomych (117 × 13) m i wysokości 21,5 m ze znajdującymi się tam blokowymi transformatorami (→ Komory sterowni), będące częścią składową wybudowanej przy górze elektrowni szczytowo-pompowej Dlouhé Stráně.

### Szczyt główny

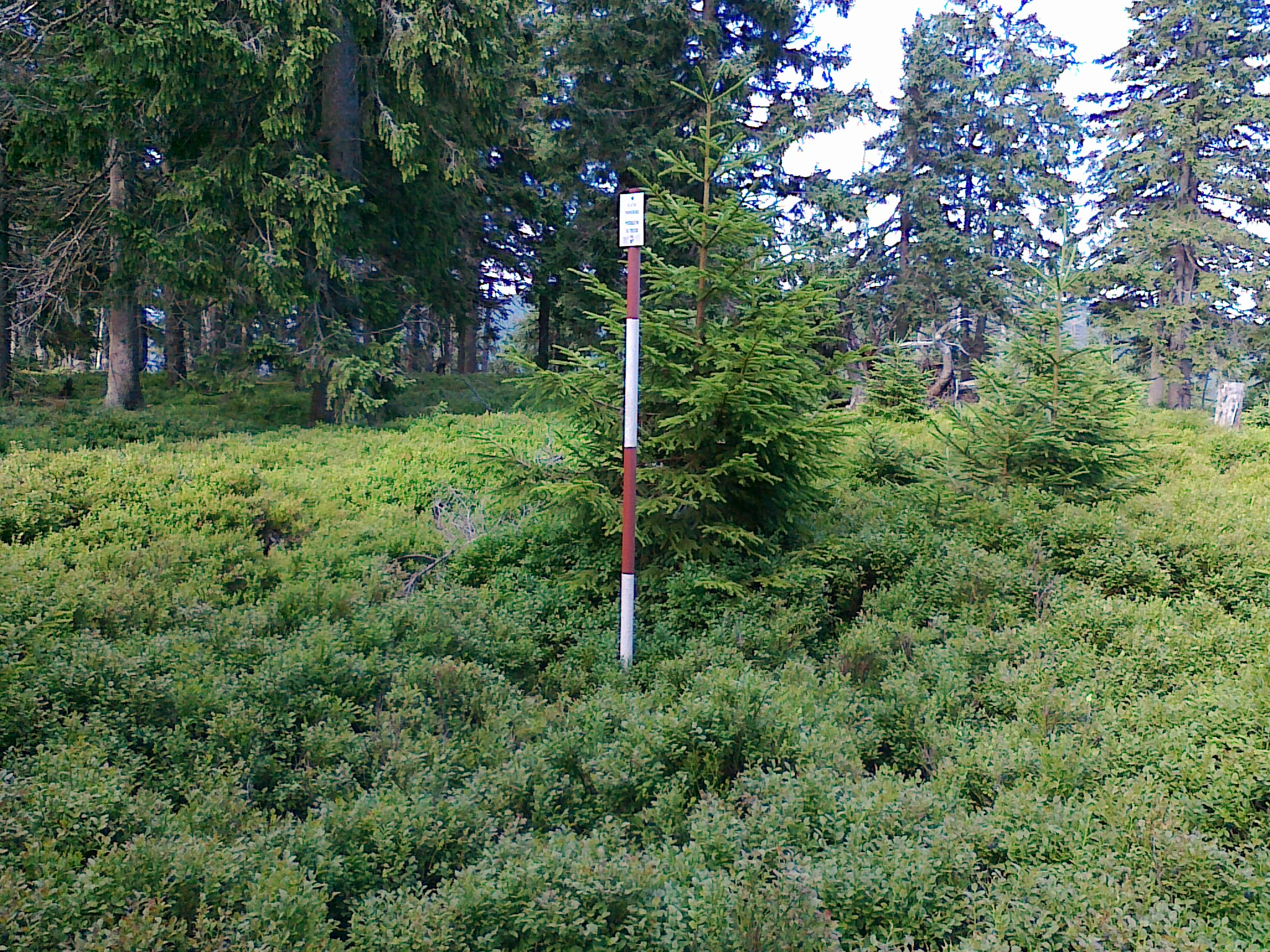
Punkt geodezyjny na połaci szczytowej góry Velká Jezerná (2017 rok)

Na szczyt nie prowadzi żaden szlak turystyczny. Przez połać szczytową, grzbietem góry przebiega ze skrzyżowania turystycznego U Františkovy myslivny, z podaną na tablicy informacyjnej wysokością 1185 m, droga główna, oznaczona dwoma poziomymi białymi paskami, łącząca oba szczyty główny Velká Jezerná i drugorzędny Velká Jezerná–J. Szczyt znajduje się na skraju niewielkiej polany przy drodze głównej, pokryty świerkami, trawą wysokogórską oraz bardzo popularną rośliną Wysokiego Jesionika borówką czarną. Na połaci szczytowej znajduje się punkt geodezyjny, oznaczony na mapach geodezyjnych numerem (32.), o wysokości 1248,42 m n.p.m. oraz współrzędnych geograficznych (50°04′05,98″N 17°11′01,21″E/50,068328 17,183669), z widocznym koło niego zamontowanym stalowym słupkiem, pomalowanym na przemian w poziome pasy białe i czerwone, ostrzegającym przed jego zniszczeniem z tabliczką, z napisem Státní triangulace Poškození se trestá. Państwowy urząd geodezyjny o nazwie (cz. Český úřad zeměměřický a katastrální (CÚZK)) w Pradze podaje jako najwyższy punkt góry – szczyt – o wysokości 1248,7 m n.p.m. i współrzędnych geograficznych (50°04′06,7″N 17°11′02,3″E/50,068528 17,183972), oddalony o około 28 m na północny wschód od punktu geodezyjnego. Z uwagi na zalesienie połać szczytowa jest ograniczonym punktem widokowym z perspektywą m.in. w kierunku góry Pradziad.
Dojście do szczytu następuje ze skrzyżowania turystycznego U Františkovy myslivny, od którego należy przejść drogą główną, biegnącą m.in. przy chacie Františkova myslivna oraz dalej przez drugorzędny szczyt Velká Jezerná–J odcinek o długości około 2 km.

### Szczyt drugorzędny

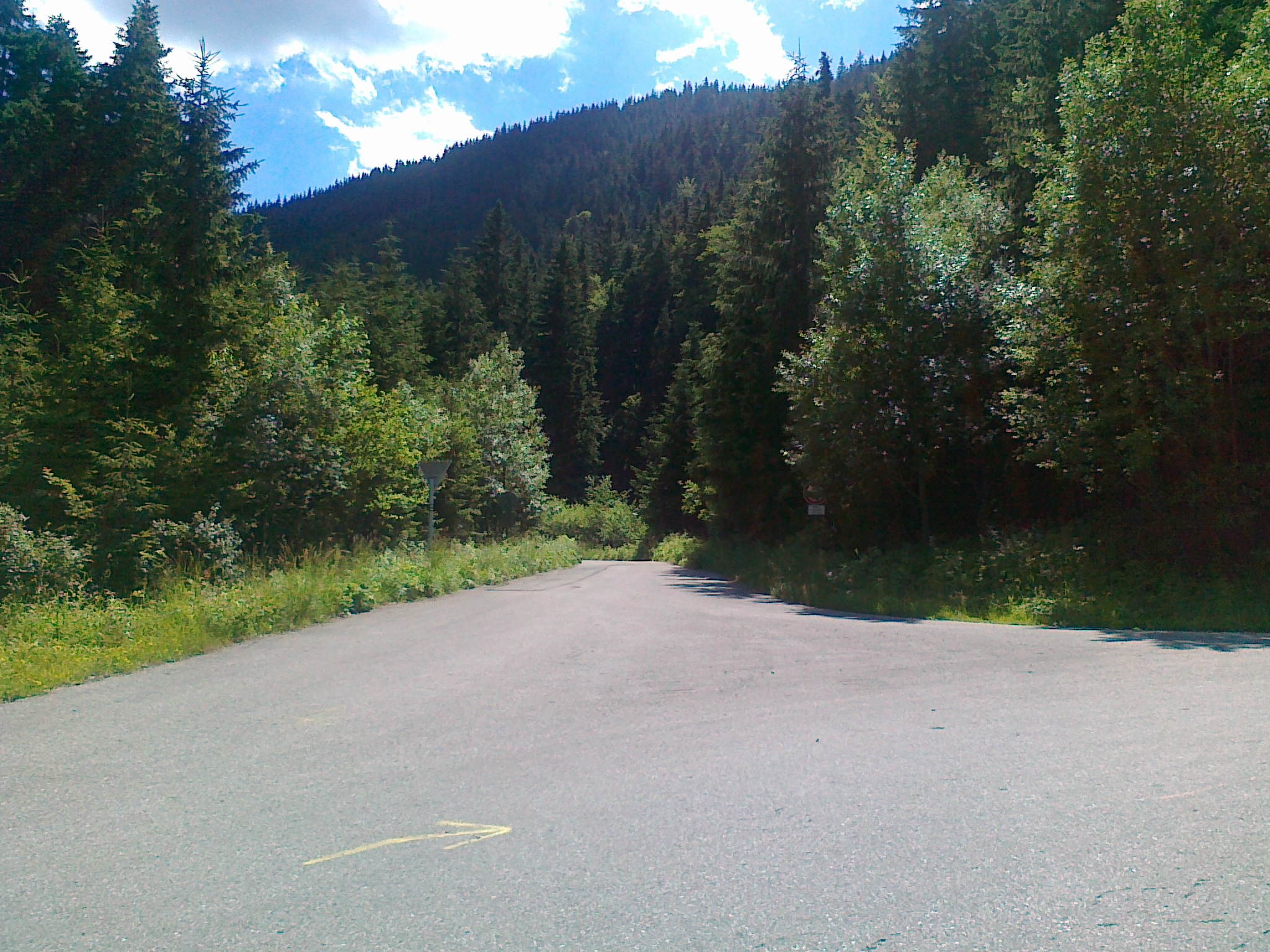
Widok ze skrzyżowania turystycznego Pod Zámčiskem na drugorzędny szczyt Velká Jezerná–J (2013 rok)

Velká Jezerná jest górą o podwójnym szczycie. W odległości około 470 m na południowy wschód od szczytu głównego można wyróżnić szczyt drugorzędny określony jako Velká Jezerná–J o wysokości 1239 m n.p.m. i współrzędnych geograficznych (50°03′52,1″N 17°11′09,7″E/50,064472 17,186028), położony na grzbiecie góry, przy drodze głównej, oddzielony od szczytu głównego przełęczą o wysokości 1235 m n.p.m.. Znajduje on się wśród niewielkiego przerzedzenia boru świerkowego. Z powodu zalesienia nie jest on punktem widokowym, nie umieszczono na nim również punktu geodezyjnego.

### Geologia
Pod względem geologicznym masyw góry Velká Jezerná należy do jednostki określanej jako kopuła Desny i zbudowany jest ze skał metamorficznych, głównie: gnejsów (biotytów, chlorytów i muskowitów), fyllonitów i amfibolitów.

### Wody
U podnóża stoku północno-wschodniego znajduje się dolny zbiornik wodny elektrowni szczytowo-pompowej Dlouhé Stráně o przybliżonych wymiarach poziomych (220 × 800) m i głębokości około 54 m o łącznej powierzchni około 14 ha (→ Zbiornik dolny).
Grzbiet główny (grzebień) góry Pradziad, biegnący od przełęczy Skřítek do przełęczy Červenohorské sedlo oraz dalej do przełęczy Ramzovskiej (cz. Ramzovské sedlo) jest częścią granicy Wielkiego Europejskiego Działu Wodnego, dzielącej zlewiska Morza Bałtyckiego i Morza Czarnego . 
Góra Velká Jezerná położona jest na zachód od tej granicy, należy więc do zlewni Morza Czarnego, do którego płyną wody m.in. z dorzecza Dunaju, będącego przedłużeniem płynących z tej części Wysokiego Jesionika rzek i górskich potoków (m.in. rzeki Divoká Desná i płynących w pobliżu góry potoków: Zámecký potok,  Merta czy Jezerná). Ze stoku północno-wschodniego płynie kilka krótkich, nienazwanych potoków wpływających do dolnego zbiornika wodnego elektrowni szczytowo-pompowej Dlouhé Stráně oraz będących dopływami rzeki Divoká Desná. Na przełęczy pomiędzy szczytami Velká i Malá Jezerná rozpościera się podmokłe torfowisko, z której płynie potok Jezerná oraz nieco mniejszy obszar torfowiskowy – na stoku północno-zachodnim, blisko połaci szczytowej na wysokościach około 1245 m n.p.m.. Ponadto na potoku Jezerná, na wysokości około 935 m n.p.m. znajduje się niewielki wodospad o nazwie Jezerní vodopád o wysokości około 3 m.

## Ochrona przyrody
Oba szczyty ze stokami znajdują się w obrębie wydzielonego obszaru objętego ochroną o nazwie Obszar Chronionego Krajobrazu Jesioniki (cz. Chráněná krajinná oblast (CHKO) Jeseníky), a utworzonego w celu ochrony utworów skalnych, ziemnych i roślinnych oraz rzadkich gatunków zwierząt, ze znajdującym się w nim, w części stoku północno-wschodniego oraz części stoku sąsiedniej góry Hubertka, rezerwatu przyrody Bučina pod Františkovou myslivnou. Na stokach nie utworzono żadnych obiektów nazwanych pomnikami przyrody oraz nie wytyczono żadnych ścieżek dydaktycznych.

### Rezerwat przyrody Bučina pod Františkovou myslivnou
Rezerwat przyrody Bučina pod Františkovou myslivnou położony jest na wysokościach (960–1180) m n.p.m. o powierzchni 25,49 ha i rozciąga się na stoku od chaty Františkova myslivna ku potokowi Zámecký potok, będącym dopływem rzeki Divoká Desná. Jest położony w odległości około 3,5 km na południowy zachód od szczytu Pradziada i około 1,5 km na południowy wschód od szczytu góry Velká Jezerná. Rezerwat został utworzony w 1955 roku, w celu ochrony pierwotnego lasu mieszanego o drzewostanie bukowo-jaworowym z domieszką świerku. Rezerwat nie jest udostępniony dla turystów. Biegnie do niego nieoznakowana ścieżka prowadząca z zielonego szlaku turystycznego . Z uwagi na ochronę cennego ekosystemu dojście do rezerwatu nie jest zalecane.

## Turystyka
Na górze Velká Jezerná nie ma żadnego schroniska turystycznego lub hotelu górskiego. W odległości około 1,6 km na południowy wschód od szczytu, na stoku góry Hubertka położona jest chata Františkova myslivna z ograniczoną bazą noclegową, dysponująca tylko 16 miejscami (własność prywatna). Poza tym w odległości około 4 km w kierunku wschodnim od szczytu, przy drodze Hvězda – Pradziad, na stoku góry Petrovy kameny znajdują się hotele górskie: Ovčárna i Figura oraz schronisko Sabinka. Nieco bliżej, bo około 3,7 km na północny wschód od szczytu, na wieży Pradziad: hotel Praděd, około 3,6 km na północny wschód od szczytu schronisko Barborka i około 3,1 km na północny wschód od szczytu hotel Kurzovní chata. Do najbliższej miejscowości Loučná nad Desnou z bazą hoteli i pensjonatów, jest od szczytu około 6,5 km w kierunku zachodnim.
Ponadto w odległości około 1060 m na południowy zachód od szczytu, na wysokości około 1149 m n.p.m., blisko potoku Merta znajduje się chata o nazwie Jezerná, ale nie ma ona charakteru typowego schroniska turystycznego, a którą zalicza się do tzw. chat łowieckich. Dojście do niej następuje ścieżką prowadzącą z zielonego szlaku rowerowego , przebiegającego m.in. przez górę Homole.
Kluczowym punktem turystycznym jest oddalone o około 930 m na północny wschód od szczytu skrzyżowanie turystyczne U Kamenné chaty z podaną na tablicy informacyjnej wysokością 860 m, przez które przechodzą dwa szlaki turystyczne i szlak rowerowy. 

### Szlaki turystyczne, rowerowe i trasy narciarskie
Klub Czeskich Turystów (cz. Klub Českých Turistů) wytyczył w obrębie góry trzy szlaki turystyczne, przebiegające fragmentarycznie u podnóży stoków na trasach:
 Skřítek – Ztracené skály – szczyt Ztracené kameny – szczyt Pec – szczyt Pecný – góra Břidličná hora – Jelení studánka – góra Jelení hřbet – przełęcz Sedlo nad Malým kotlem – góra Velký Máj – U Františkovy myslivny – góra Zámčisko–S – Zámčisko–SZ – U Kamenné chaty
 Kouty nad Desnou – dolina rzeki Divoká Desná – U Kamenné chaty – narodowy rezerwat przyrody Praděd – Velký Děd – szczyt Pradziad
 Kosaře – dolina potoku Merta – pomnik przyrody Zadní Hutisko – góra Homole – przełęcz Branka – góra Velká Jezerná – góra Hubertka – U Františkovy myslivny
Wzdłuż stoków wyznaczono również szlak rowerowy na trasie:
 Loučná nad Desnou – góra Seč – góra Čepel – góra Mravenečník – Medvědí hora – Kamenec (1) – góra Dlouhé stráně – góra Velká Jezerná – dolina rzeki Divoká Desná – Kouty nad Desnou – góra Černá stráň – przełęcz Přemyslovské sedlo – góra Tři kameny – góra Ucháč – góra Jelení skok – góra Loveč – góra Lískovec – Loučná nad Desnou
Czerwonym szlakiem rowerowym  przebiega bardzo popularny wśród rowerzystów podjazd na górę Dlouhé stráně:
 Kouty nad Desnou – dolna droga Dlouhé stráně (długość całej trasy: 14,1 km; różnica wysokości: 739 m; średnie nachylenie podjazdu: 5,2%)
W obrębie szczytu oraz na stokach nie poprowadzono żadnej trasy narciarstwa biegowego, ani żadnej trasy narciarstwa zjazdowego.